# Sala Biellese
Sala Biellese är en ort och kommun i provinsen Biella i regionen Piemonte i Italien. Kommunen hade 592 invånare (2018).